# Uście Gorlickie (gemeente)
De gemeente Uście Gorlickie is een landgemeente in het Poolse woiwodschap Klein-Polen, in powiat Gorlicki.
De zetel van de gemeente is in Uście Gorlickie.
Op 30 juni 2004 telde de gemeente 6241 inwoners.

## Oppervlakte gegevens
In 2002 bedroeg de totale oppervlakte van gemeente Uście Gorlickie 287,41 km², waarvan:
- agrarisch gebied: 34%
- bossen: 62%

De gemeente beslaat 29,71% van de totale oppervlakte van de powiat.

## Demografie
Stand op 30 juni 2004:
| Omschrijving                   | Totaal | Totaal | Vrouwen | Vrouwen | Mannen | Mannen |
| ------------------------------ | ------ | ------ | ------- | ------- | ------ | ------ |
| eenheid                        | aantal | %      | aantal  | %       | aantal | %      |
| inwoners                       | 6241   | 100    | 3070    | 49,2    | 3171   | 50,8   |
| bevolkingsdichtheid (inw./km²) | 21,7   | 21,7   | 10,7    | 10,7    | 11     | 11     |

In 2002 bedroeg het gemiddelde inkomen per inwoner 1828,29 zł.

## Administratieve plaatsen (sołectwo)
Banica, Brunary, Czarna, Gładyszów, Hańczowa, Izby, Konieczna, Kunkowa, Kwiatoń, Nowica, Regietów, Ropki, Skwirtne, Smerekowiec, Stawisza, Śnietnica, Uście Gorlickie, Wysowa, Zdynia.

## Overige plaatsen
Blechnarka, Brunary Niżne, Brunary Wyżne, Huta Wysowska, Leszczyny, Oderne, Przysłup.

## Aangrenzende gemeenten
Gorlice, Grybów, Krynica-Zdrój, Ropa, Sękowa.
De gemeente grenst aan Slowakije.
- Virtual International Authority File: 302702699
- WorldCat: E39PBJjmT87r9Cg8kB4gfqV6Kd